# Formel 1-VM 2024

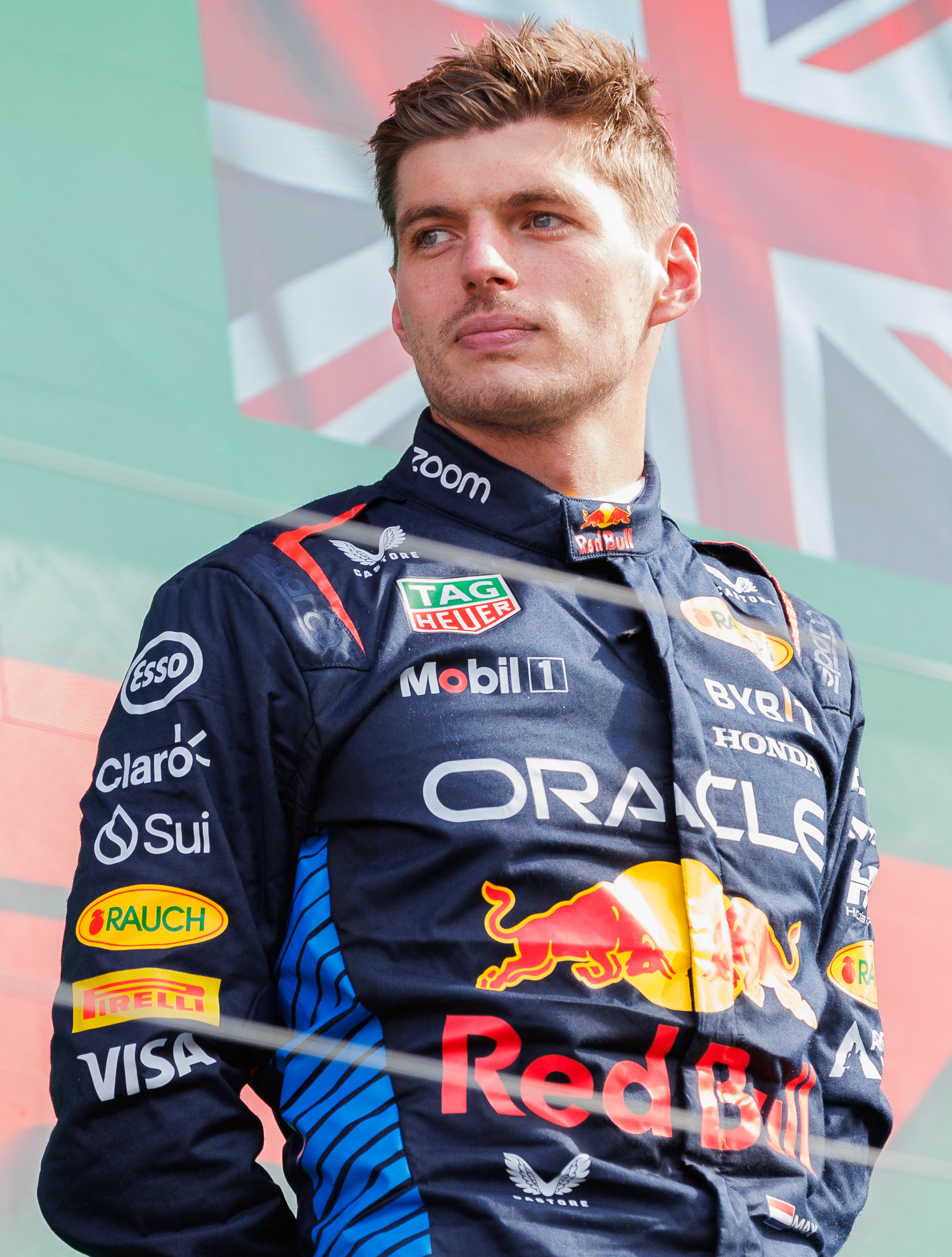
Max Verstappen för Red Bull blev världsmästare för fjärde säsongen i rad.

Formel 1-VM 2024 var den sjuttiofemte säsongen av Fédération Internationale de l'Automobile:s världsmästerskap för formelbilar, Formel 1. Mästerskapet bestod av 24 stycken Grand Prix, de flesta antalet lopp som någonsin körts under en säsong.  
Max Verstappen blev världsmästare för fjärde säsongen i följd, medan McLaren blev mästare i konstruktörsmästerskapet för första gången sedan säsongen 1998.

## Stall och förare
Följande stall och förare deltog i Formel 1-VM säsongen 2024. Pirelli levererade däck till alla stall. Varje team var ålagda att ha minst två förare, en för varje av de två obligatoriska bilarna.
| Team                          | Konstruktör                  | Chassi   | Motorenhet | Förare | Förare           | Lopp        |
| Team                          | Konstruktör                  | Chassi   | Motorenhet | Nr.    | Namn             | Lopp        |
| ----------------------------- | ---------------------------- | -------- | ---------- | ------ | ---------------- | ----------- |
| BWT Alpine F1 Team            | Alpine-Renault               | A524     | Renault    | 10     | Pierre Gasly     | Alla        |
| BWT Alpine F1 Team            | Alpine-Renault               | A524     | Renault    | 31     | Esteban Ocon     | 1–23        |
| BWT Alpine F1 Team            | Alpine-Renault               | A524     | Renault    | 61     | Jack Doohan      | 24          |
| Aston Martin Aramco F1 Team   | Aston Martin Aramco-Mercedes | AMR24    | Mercedes   | 14     | Fernando Alonso  | Alla        |
| Aston Martin Aramco F1 Team   | Aston Martin Aramco-Mercedes | AMR24    | Mercedes   | 18     | Lance Stroll     | Alla        |
| Scuderia Ferrari HP           | Ferrari                      | SF-24    | Ferrari    | 16     | Charles Leclerc  | Alla        |
| Scuderia Ferrari HP           | Ferrari                      | SF-24    | Ferrari    | 55     | Carlos Sainz Jr. | Alla        |
| Scuderia Ferrari HP           | Ferrari                      | SF-24    | Ferrari    | 38     | Oliver Bearman   | 2           |
| Moneygram Haas F1 Team        | Haas-Ferrari                 | VF-24    | Ferrari    | 20     | Kevin Magnussen  | 1–16, 18–24 |
| Moneygram Haas F1 Team        | Haas-Ferrari                 | VF-24    | Ferrari    | 27     | Nico Hülkenberg  | Alla        |
| Moneygram Haas F1 Team        | Haas-Ferrari                 | VF-24    | Ferrari    | 50     | Oliver Bearman   | 17, 21      |
| Stake F1 Team Kick Sauber     | Kick Sauber-Ferrari          | C44      | Ferrari    | 24     | Zhou Guanyu      | Alla        |
| Stake F1 Team Kick Sauber     | Kick Sauber-Ferrari          | C44      | Ferrari    | 77     | Valtteri Bottas  | Alla        |
| McLaren F1 Team               | McLaren-Mercedes             | MCL38    | Mercedes   | 4      | Lando Norris     | Alla        |
| McLaren F1 Team               | McLaren-Mercedes             | MCL38    | Mercedes   | 81     | Oscar Piastri    | Alla        |
| Mercedes-AMG Petronas F1 Team | Mercedes                     | F1 W15   | Mercedes   | 44     | Lewis Hamilton   | Alla        |
| Mercedes-AMG Petronas F1 Team | Mercedes                     | F1 W15   | Mercedes   | 63     | George Russell   | Alla        |
| Visa Cash App RB F1 Team      | RB-Honda RBPT                | VCARB 01 | Honda      | 3      | Daniel Ricciardo | 1–18        |
| Visa Cash App RB F1 Team      | RB-Honda RBPT                | VCARB 01 | Honda      | 22     | Yuki Tsunoda     | Alla        |
| Visa Cash App RB F1 Team      | RB-Honda RBPT                | VCARB 01 | Honda      | 30     | Liam Lawson      | 19–24       |
| Oracle Red Bull Racing        | Red Bull Racing-Honda RBPT   | RB20     | Honda      | 1      | Max Verstappen   | Alla        |
| Oracle Red Bull Racing        | Red Bull Racing-Honda RBPT   | RB20     | Honda      | 11     | Sergio Pérez     | Alla        |
| Williams Racing               | Williams-Mercedes            | FW46     | Mercedes   | 2      | Logan Sargeant   | 1–15        |
| Williams Racing               | Williams-Mercedes            | FW46     | Mercedes   | 23     | Alexander Albon  | Alla        |
| Williams Racing               | Williams-Mercedes            | FW46     | Mercedes   | 43     | Franco Colapinto | 16–24       |
| Källor:                       |                              |          |            |        |                  |             |

### Förare i träningspassen
Varje stall var tvunget att vid minst två tillfällen under säsongen låta en förare som kört som mest två lopp köra under träningspassen.
| Konstruktör                  | Nr. | Förare                | Lopp          |
| ---------------------------- | --- | --------------------- | ------------- |
| Alpine-Renault               | 61  | Jack Doohan           | 9, 12         |
| Aston Martin Aramco-Mercedes | 34  | Felipe Drugovich      | 20, 24        |
| Ferrari                      | 38  | Oliver Bearman        | 20            |
| Ferrari                      | 39  | Arthur Leclerc        | 24            |
| Haas-Ferrari                 | 50  | Oliver Bearman        | 7, 10, 12, 13 |
| Kick Sauber-Ferrari          | 97  | Robert Shwartzman     | 15, 20        |
| McLaren-Mercedes             | 29  | Patricio O'Ward       | 20            |
| McLaren-Mercedes             | 28  | Ryō Hirakawa          | 24            |
| Mercedes                     | 12  | Andrea Kimi Antonelli | 16, 20        |
| RB-Honda RBPT                | 40  | Ayumu Iwasa           | 4, 24         |
| Red Bull Racing-Honda RBPT   | 37  | Isack Hadjar          | 12, 24        |
| Williams-Mercedes            | 45  | Franco Colapinto      | 12            |
| Williams-Mercedes            | 46  | Luke Browning         | 24            |
| Källa:                       |     |                       |               |

### Förarändringar
Den enda förarändringen från förare kontrakterade i början av säsongen 2023 är Daniel Ricciardo, som ersatte Nyck de Vries i dåvarande AlphaTauri från och med Ungerns Grand Prix 2023. För första gången i Formel 1:s historia kommer alla förare som tävlade i sista loppet för säsongen 2023 att tävla under första loppet 2024.

#### Förarändringar under säsongen
Efter den andra träningen vid Saudiarabiens Grand Prix meddelades det att Carlos Sainz, Jr. drabbats av blindtarmsinflammation och tvingats till operation. Han ersattes av Oliver Bearman som därmed blev den första att göra sin F1-debut i Ferrari sedan italienaren Arturo Merzario 1972. Bearman blev också den yngsta att någonsin köra för Ferrari.
Den 27 augusti 2024 meddelade Williams Racing att Franco Colapinto skulle ersätta Logan Sargeant för resten av säsongen. Colapinto gjorde därmed sin F1-debut under Italiens Grand Prix.
Efter Singapores Grand Prix 2024 meddelades det att Liam Lawson skulle ersätta Ricciardo i Racing Bulls under resterande lopp av säsongen.
Inför Abu Dhabis Grand Prix 2024 meddelades det att Esteban Ocon blivit frisläppt från sitt kontrakt med Alpine, då han skrivit kontrakt med Haas F1 inför nästa säsong. Han ersattes av Jack Doohan som kommer att köra för teamet säsongen 2025..

### Teamändringar
Alfa Romeo avslutade deras partnerskap med Sauber och lämnade Formel 1 efter säsongen 2023, då Sauber förbereder sig för att bli partners med Audiworks från och med säsongen 2026. Teamet hette under säsongen 2024 istället Stake F1 Team Kick Sauber. AlphaTauri döptes också om inför säsongen 2024, och stod inledningsvis på anmälningslistan som AlphaTauri RB. Den 23 januari 2023 meddelades det att teamet skulle tävla under namnet Racing Bulls (fullständigt namn är Visa Cash App RB). Teamets aerodynamikavdelning kommer även att flyttas till Milton Keynes i Storbritannien.

#### Teamändringar under säsongen
Före USA:s Grand Prix meddelade Haas att de skrivit ett flerårskontrakt med Toyota Gazoo Racing. Toyota verkade tidigare i formel 1 från 2002 till 2009. Haas kommer fortfarande att samarbeta med Dallara and Ferrari, varav den sistnämnda levererar motor och växellåda.

## Försäsong
Försäsongstester hölls på Bahrain International Circuit i Sakhir mellan 21 och 23 februari.

## Tävlingskalender

Länder markerade i grönt anordnade Formel 1 lopp under 2024. Länder markerade i mörkgrått har tidigare anordnat Formel 1 lopp

2024 års tävlingskalender bestod av 24 stycken Grand Prix, fler än någon annan säsong. Sprintrace kördes i Kina, Miami, Österrike, USA, Brasilien och Qatar.
| Nr     | Grand Prix                 | Bana                                                  | Datum        |
| ------ | -------------------------- | ----------------------------------------------------- | ------------ |
| 1      | Bahrains Grand Prix        | Bahrain International Circuit, Sakhir                 | 2 mars       |
| 2      | Saudiarabiens Grand Prix   | Jeddah Corniche Circuit, Jidda                        | 9 mars       |
| 3      | Australiens Grand Prix     | Albert Park Circuit, Melbourne                        | 24 mars      |
| 4      | Japans Grand Prix          | Suzuka International Racing Course, Suzuka            | 7 april      |
| 5      | Kinas Grand Prix           | Shanghai International Circuit, Shanghai              | 21 april     |
| 6      | Miamis Grand Prix          | Miami International Autodrome, Miami Gardens, Florida | 5 maj        |
| 7      | Emilia-Romagnas Grand Prix | Autodromo Enzo e Dino Ferrari, Imola                  | 19 maj       |
| 8      | Monacos Grand Prix         | Circuit de Monaco, Monte Carlo                        | 26 maj       |
| 9      | Kanadas Grand Prix         | Circuit Gilles Villeneuve, Montréal                   | 9 juni       |
| 10     | Spaniens Grand Prix        | Circuit de Barcelona-Catalunya, Montmeló              | 23 juni      |
| 11     | Österrikes Grand Prix      | Red Bull Ring, Steiermark                             | 30 juni      |
| 12     | Storbritanniens Grand Prix | Silverstone Circuit, Silverstone                      | 7 juli       |
| 13     | Ungerns Grand Prix         | Hungaroring, Mogyoród                                 | 21 juli      |
| 14     | Belgiens Grand Prix        | Circuit de Spa-Francorchamps, Stavelot                | 28 juli      |
| 15     | Nederländernas Grand Prix  | Circuit Zandvoort, Zandvoort                          | 25 augusti   |
| 16     | Italiens Grand Prix        | Autodromo Nazionale Monza, Monza                      | 1 september  |
| 17     | Azerbajdzjans Grand Prix   | Baku City Circuit, Baku                               | 15 september |
| 18     | Singapores Grand Prix      | Marina Bay Street Circuit, Singapore                  | 22 september |
| 19     | USA:s Grand Prix           | Circuit of the Americas, Austin, Texas                | 20 oktober   |
| 20     | Mexikos Grand Prix         | Autódromo Hermanos Rodríguez, Mexico City             | 27 oktober   |
| 21     | Brasiliens Grand Prix      | Autódromo José Carlos Pace, São Paulo                 | 3 november   |
| 22     | Las Vegas Grand Prix       | Las Vegas Strip Circuit, Paradise, Nevada             | 23 november  |
| 23     | Qatars Grand Prix          | Lusail International Circuit, Lusail                  | 1 december   |
| 24     | Abu Dhabis Grand Prix      | Yas Marina Circuit, Abu Dhabi                         | 8 december   |
| Källa: |                            |                                                       |              |

### Kalenderutökningar och förändringar
Kinas Grand Prix återvänder till tävlingskalendern för första gången sedan 2019, efter att ha ställts in fyra år i rad på grund av svårigheter med Covid-19 i landet. Emilia Romagnas Grand Prix, som ställdes in under 2023 på grund av översvämningar, återkommer till tävlingskalendern. Rysslands Grand Prix som hade kontrakterats att köras under 2024, ströks då loppet fick sitt kontrakt avslutat som svar på den ryska invasionen av Ukraina 2022.

## Regeländringar

### Tekniska föreskrifter
Som svar på extrema väderförhållanden som resulterat i överhettning av förarplatsen under Qatars Grand Prix 2023, kommer teamen få tillåtelse att installera en scoop i bilen som kommer att kyla ner bilen och förarplatsen.
Användandet av hjulsidor kommer att testas löpande under säsongen.
Teamen kommer inte vara tillåtna att börja utveckla 2026 års bil, då reglementet kommer undergå stora förändringar, förrän början av 2025.

#### Däck
Pirellis "alternative tyre allocation" som testades under 2023 vid Ungerns och Italiens Grand Prix, kommer att tas bort. Teamen kommer därför att ha 13 set däck per förare varje racehelg.
Pirellis C0 däck (det hårdaste torrdäcket) som introducerades 2023 togs bort från däcklistan.

### Sportbestämmelser
Sprinthelgens struktur ändrades inför säsongen. Det som 2023 hette Sprint Shootout kommer istället att kallas för sprintkval (Sprint Qualifying), men kommer att följa samma format. Tre kvalrundor kommer att köras, SQ1, SQ2 och SQ3, som varar i 12, 10 och 8 minuter. De fem långsammaste förarna i SQ1 och SQ2 blir utslagna, och startpositionerna sätts liknanade ett vanligt kval.

## Resultat

### Grand Prix
|        | Grand Prix                 | Pole position     | Snabbaste varv    | Segrande förare   | Segrande konstruktör | Rapport |
| ------ | -------------------------- | ----------------- | ----------------- | ----------------- | -------------------- | ------- |
| 1      | Bahrains Grand Prix        | Max Verstappen    | Max Verstappen    | Max Verstappen    | Red Bull             | Rapport |
| 2      | Saudiarabiens Grand Prix   | Max Verstappen    | Charles Leclerc   | Max Verstappen    | Red Bull             | Rapport |
| 3      | Australiens Grand Prix     | Max Verstappen    | Charles Leclerc   | Carlos Sainz, Jr. | Ferrari              | Rapport |
| 4      | Japans Grand Prix          | Max Verstappen    | Max Verstappen    | Max Verstappen    | Red Bull             | Rapport |
| 5      | Kinas Grand Prix           | Max Verstappen    | Fernando Alonso   | Max Verstappen    | Red Bull             | Rapport |
| 6      | Miamis Grand Prix          | Max Verstappen    | Oscar Piastri     | Lando Norris      | McLaren              | Rapport |
| 7      | Emilia-Romagnas Grand Prix | Max Verstappen    | George Russell    | Max Verstappen    | Red Bull             | Rapport |
| 8      | Monacos Grand Prix         | Charles Leclerc   | Lewis Hamilton    | Charles Leclerc   | Ferrari              | Rapport |
| 9      | Kanadas Grand Prix         | George Russell    | Lewis Hamilton    | Max Verstappen    | Red Bull             | Rapport |
| 10     | Spaniens Grand Prix        | Lando Norris      | Lando Norris      | Max Verstappen    | Red Bull             | Rapport |
| 11     | Österrikes Grand Prix      | Max Verstappen    | Fernando Alonso   | George Russell    | Mercedes             | Rapport |
| 12     | Storbritanniens Grand Prix | George Russell    | Carlos Sainz, Jr. | Lewis Hamilton    | Mercedes             | Rapport |
| 13     | Ungerns Grand Prix         | Lando Norris      | George Russell    | Oscar Piastri     | McLaren              | Rapport |
| 14     | Belgiens Grand Prix        | Charles Leclerc   | Sergio Pérez      | Lewis Hamilton    | Mercedes             | Rapport |
| 15     | Nederländernas Grand Prix  | Lando Norris      | Lando Norris      | Lando Norris      | McLaren              | Rapport |
| 16     | Italiens Grand Prix        | Lando Norris      | Lando Norris      | Charles Leclerc   | Ferrari              | Rapport |
| 17     | Azerbajdzjans Grand Prix   | Charles Leclerc   | Lando Norris      | Oscar Piastri     | McLaren              | Rapport |
| 18     | Singapores Grand Prix      | Lando Norris      | Daniel Ricciardo  | Lando Norris      | McLaren              | Rapport |
| 19     | USA:s Grand Prix           | Lando Norris      | Esteban Ocon      | Charles Leclerc   | Ferrari              | Rapport |
| 20     | Mexikos Grand Prix         | Carlos Sainz, Jr. | Charles Leclerc   | Carlos Sainz, Jr. | Ferrari              | Rapport |
| 21     | Brasiliens Grand Prix      | Lando Norris      | Max Verstappen    | Max Verstappen    | Red Bull             | Rapport |
| 22     | Las Vegas Grand Prix       | George Russell    | Lando Norris      | George Russell    | Mercedes             | Rapport |
| 23     | Qatars Grand Prix          | George Russell    | Lando Norris      | Max Verstappen    | Red Bull             | Rapport |
| 24     | Abu Dhabis Grand Prix      | Lando Norris      | Kevin Magnussen   | Lando Norris      | McLaren              | Rapport |
| Källa: |                            |                   |                   |                   |                      |         |

### Poängsystem
De tio främst placerade förarna i respektive Grand Prix tilldelas poäng i en fallande ordning enligt nedan. 
Den förare som sätter snabbaste varv i loppet tilldelas också en extra poäng under förutsättning att denne tillhör de tio främst placerade.
Även de åtta främst placerade förarna i respektive Sprint tilldelas poäng i en fallande ordning.
| Poäng (Grand Prix) | 25 | 18 | 15 | 12 | 10 | 8 | 6 | 4 | 2 | 1 | 1 |  |  |  |  |  |
| Poäng (Sprint)     | 8  | 7  | 6  | 5  | 4  | 3 | 2 | 1 |   |   |   |  |  |  |  |  |

### Förarmästerskapet
| Pos.     | Förare             | BAH | SAU | AUS  | JAP | CHN | MIA  | EMI | MON | KAN | SPA | ÖST  | STO  | UNG | BEL | NED | ITA | AZE | SIN | USA  | MEX | BRA  | LAS | QAT  | ABU | Poäng |
| -------- | ------------------ | --- | --- | ---- | --- | --- | ---- | --- | --- | --- | --- | ---- | ---- | --- | --- | --- | --- | --- | --- | ---- | --- | ---- | --- | ---- | --- | ----- |
| 1        | Max Verstappen     | 1FP | 1P  | DNFP | 1FP | 1P  | 21P  | 1P  | 6   | 1   | 1   | 51P  | 2    | 5   | 4   | 2   | 6   | 5   | 2   | 31   | 6   | 14F  | 5   | 18   | 6   | 437   |
| 2        | Lando Norris       | 6   | 8   | 3    | 5   | 26  | 1    | 2   | 4   | 2   | 2PF | 203† | 3    | 2P  | 5   | 1PF | 3PF | 4F  | 1P  | 43P  | 2   | 61P  | 6F  | 102F | 1P  | 374   |
| 3        | Charles Leclerc    | 4   | 3F  | 2F   | 4   | 4   | 32   | 3   | 1P  | DNF | 5   | 117  | 14   | 4   | 3P  | 3   | 1   | 2P  | 5   | 14   | 3F  | 53   | 4   | 25   | 3   | 356   |
| 4        | Oscar Piastri      | 8   | 4   | 4    | 8   | 87  | 136F | 4   | 2   | 5   | 7   | 2    | 4    | 1   | 2   | 4   | 2   | 1   | 3   | 5    | 8   | 82   | 7   | 31   | 10  | 292   |
| 5        | Carlos Sainz, Jr.  | 3   | WD  | 1    | 3   | 5   | 5    | 5   | 3   | DNF | 6   | 35   | 5F   | 6   | 6   | 5   | 4   | 18† | 7   | 2    | 1P  | DNF5 | 3   | 64   | 2   | 290   |
| 6        | George Russell     | 5   | 6   | 17†  | 7   | 68  | 8    | 7F  | 5   | 3P  | 4   | 14   | DNFP | 8F  | DSQ | 7   | 7   | 3   | 4   | 65   | 5   | 46   | 1P  | 43P  | 5   | 245   |
| 7        | Lewis Hamilton     | 7   | 9   | DNF  | 9   | 92  | 6    | 6   | 7F  | 4F  | 3   | 46   | 1    | 3   | 1   | 8   | 5   | 9   | 6   | DNF6 | 4   | 10   | 2   | 126  | 4   | 223   |
| 8        | Sergio Pérez       | 2   | 2   | 5    | 2   | 3   | 43   | 8   | DNF | DNF | 8   | 78   | 17   | 7   | 7F  | 6   | 8   | 17† | 10  | 7    | 17  | 118  | 10  | DNF  | DNF | 152   |
| 9        | Fernando Alonso    | 9   | 5   | 6    | 6   | 7F  | 9    | 19  | 11  | 6   | 12  | 18F  | 8    | 11  | 8   | 10  | 11  | 6   | 8   | 13   | DNF | 14   | 11  | 7    | 9   | 70    |
| 10       | Pierre Gasly       | 18  | DNF | 13   | 16  | 13  | 12   | 16  | 10  | 9   | 9   | 10   | DNS  | DNF | 13  | 9   | 15  | 12  | 17  | 12   | 10  | 37   | DNF | 5    | 7   | 42    |
| 11       | Nico Hülkenberg    | 16  | 10  | 9    | 11  | 10  | 117  | 11  | DNF | 11  | 11  | 6    | 6    | 13  | 18  | 11  | 17  | 11  | 9   | 8    | 9   | DSQ  | 8   | DNF7 | 8   | 41    |
| 12       | Yuki Tsunoda       | 14  | 15  | 8    | 10  | DNF | 78   | 10  | 8   | 14  | 19  | 14   | 10   | 9   | 16  | 17  | DNF | DNF | 12  | 14   | DNF | 7    | 9   | 13   | 12  | 30    |
| 13       | Lance Stroll       | 10  | DNF | 7    | 12  | 15  | 17   | 9   | 14  | 7   | 14  | 13   | 7    | 10  | 11  | 13  | 19  | 19† | 14  | 15   | 11  | DNS  | 15  | DNF  | 14  | 24    |
| 14       | Esteban Ocon       | 17  | 13  | 16   | 15  | 11  | 10   | 14  | DNF | 10  | 10  | 12   | 16   | 18  | 9   | 15  | 14  | 15  | 13  | 18F  | 13  | 2    | 17  | DNF  |     | 23    |
| 15       | Kevin Magnussen    | 12  | 12  | 10   | 13  | 16  | 18   | 12  | DNF | 12  | 17  | 8    | 12   | 15  | 14  | 18  | 10  |     | 19† | 117  | 7   | WD   | 12  | 9    | 16F | 16    |
| 16       | Alexander Albon    | 15  | 11  | 11   | DNF | 12  | 19   | DNF | 9   | DNF | 18  | 15   | 9    | 14  | 12  | 14  | 9   | 7   | DNF | 16   | DNF | DNS  | DNF | 15   | 11  | 12    |
| 17       | Daniel Ricciardo   | 13  | 16  | 12   | DNF | DNF | 154  | 13  | 12  | 8   | 15  | 9    | 13   | 12  | 10  | 12  | 13  | 13  | 18F |      |     |      |     |      |     | 12    |
| 18       | Oliver Bearman R   |     | 7   |      |     |     |      |     |     |     |     |      |      |     |     |     |     | 10  |     |      |     | 12   |     |      |     | 7     |
| 19       | Franco Colapinto R |     |     |      |     |     |      |     |     |     |     |      |      |     |     |     | 12  | 8   | 11  | 10   | 12  | DNF  | 14  | DNF  | DNF | 5     |
| 20       | Zhou Guanyu        | 11  | 18  | 15   | DNF | 14  | 14   | 15  | 16  | 15  | 13  | 17   | 18   | 19  | DNF | 20  | 18  | 14  | 15  | 19   | 15  | 15   | 13  | 8    | 13  | 4     |
| 21       | Liam Lawson        |     |     |      |     |     |      |     |     |     |     |      |      |     |     |     |     |     |     | 9    | 16  | 9    | 16  | 14   | 17† | 4     |
| 22       | Valtteri Bottas    | 19  | 17  | 14   | 14  | DNF | 16   | 18  | 13  | 13  | 16  | 16   | 15   | 16  | 15  | 19  | 16  | 16  | 16  | 17   | 14  | 13   | 18  | 11   | DNF | 0     |
| 23       | Logan Sargeant     | 20  | 14  | WD   | 17  | 17  | DNF  | 17  | 15  | DNF | 20  | 19   | 11   | 17  | 17  | 16  |     |     |     |      |     |      |     |      |     | 0     |
| 24       | Jack Doohan        |     |     |      |     |     |      |     |     |     |     |      |      |     |     |     |     |     |     |      |     |      |     |      | 15  | 0     |
| Position | Förare             | BAH | SAU | AUS  | JAP | CHN | MIA  | EMI | MON | KAN | SPA | ÖST  | STO  | UNG | BEL | NED | ITA | AZE | SIN | USA  | MEX | BRA  | LAS | QAT  | ABU | Poäng |

| Färg    | Resultat                   |
| ------- | -------------------------- |
| Guld    | Vinnare                    |
| Silver  | Andraplats                 |
| Brons   | Tredjeplats                |
| Grön    | Top 5                      |
| Ljusblå | Top 10                     |
| Mörkblå | Annan flaggad position     |
| Rosa    | Bröt loppet (DNF)          |
| Svart   | Diskvalificerad (DSQ)      |
| Vit     | Startade inte loppet (DNS) |
| Vit     | Loppet inställt (C)        |
| Blank   | Deltog ej på träning (DNP) |
| Blank   | Exkluderad (EX)            |
| Blank   | Ankom ej (DNA)             |
| Blank   | Drog tillbaka anmälan (WD) |
| Blank   | Tävlade inte (tom)         |

| Notering          |                                    |
| P                 | Pole position i kvalet             |
| F                 | Snabbaste varv i loppet            |
| Siffra i exponent | Poänggivande position i sprintkval |
| R                 | Rookie i Formel 1                  |

- † – Föraren körde inte färdigt loppet men blev ändå klassificerad eftersom han körde färdigt mer än 90% av racedistansen.

### Konstruktörsmästerskapet
| Position | Stall                 | BAH | SAU | AUS  | JAP | CHN | MIA  | EMI | MON | KAN | SPA | ÖST  | STO  | UNG | BEL | NED | ITA | AZE | SIN | USA  | MEX | BRA  | LAS | QAT  | ABU | Poäng |
| -------- | --------------------- | --- | --- | ---- | --- | --- | ---- | --- | --- | --- | --- | ---- | ---- | --- | --- | --- | --- | --- | --- | ---- | --- | ---- | --- | ---- | --- | ----- |
| 1        | McLaren-Mercedes      | 6   | 8   | 3    | 5   | 26  | 1    | 2   | 4   | 2   | 2PF | 203† | 3    | 2P  | 5   | 1PF | 3PF | 4F  | 1P  | 43P  | 2   | 61P  | 6F  | 102F | 1P  | 666   |
| 1        | McLaren-Mercedes      | 8   | 4   | 4    | 8   | 87  | 136F | 4   | 2   | 5   | 7   | 2    | 4    | 1   | 2   | 4   | 2   | 1   | 3   | 5    | 8   | 82   | 7   | 31   | 10  | 666   |
| 2        | Ferrari               | 4   | 3F  | 2F   | 4   | 4   | 32   | 3   | 1P  | DNF | 5   | 117  | 14   | 4   | 3P  | 3   | 1   | 2P  | 5   | 14   | 3F  | 53   | 4   | 25   | 3   | 652   |
| 2        | Ferrari               | 3   | 7   | 1    | 3   | 5   | 5    | 5   | 3   | DNF | 6   | 35   | 5F   | 6   | 6   | 5   | 4   | 18† | 7   | 2    | 1P  | DNF5 | 3   | 64   | 2   | 652   |
| 3        | Red Bull Racing-RBPT  | 1FP | 1P  | DNFP | 1FP | 1P  | 21P  | 1P  | 6   | 1   | 1   | 51P  | 2    | 5   | 4   | 2   | 6   | 5   | 2   | 31   | 6   | 14F  | 5   | 18   | 6   | 589   |
| 3        | Red Bull Racing-RBPT  | 2   | 2   | 5    | 2   | 3   | 43   | 8   | DNF | DNF | 8   | 78   | 17   | 7   | 7F  | 6   | 8   | 17† | 10  | 7    | 17  | 118  | 10  | DNF  | DNF | 589   |
| 4        | Mercedes              | 7   | 9   | DNF  | 9   | 92  | 6    | 6   | 7F  | 4F  | 3   | 46   | 1    | 3   | 1   | 8   | 5   | 9   | 6   | DNF6 | 4   | 10   | 2   | 126  | 4   | 468   |
| 4        | Mercedes              | 5   | 6   | 17†  | 7   | 68  | 8    | 7F  | 5   | 3P  | 4   | 14   | DNFP | 8F  | DSQ | 7   | 7   | 3   | 4   | 65   | 5   | 46   | 1P  | 43P  | 5   | 468   |
| 5        | Aston Martin-Mercedes | 9   | 5   | 6    | 6   | 7F  | 9    | 19  | 11  | 6   | 12  | 18F  | 8    | 11  | 8   | 10  | 11  | 6   | 8   | 13   | DNF | 14   | 11  | 7    | 9   | 94    |
| 5        | Aston Martin-Mercedes | 10  | DNF | 7    | 12  | 15  | 17   | 9   | 14  | 7   | 14  | 13   | 7    | 10  | 11  | 13  | 19  | 19† | 14  | 15   | 11  | DNS  | 15  | DNF  | 14  | 94    |
| 6        | Alpine                | 18  | DNF | 13   | 16  | 13  | 12   | 16  | 10  | 9   | 9   | 10   | DNS  | DNF | 13  | 9   | 15  | 12  | 17  | 12   | 10  | 37   | DNF | 5    | 7   | 65    |
| 6        | Alpine                | 17  | 13  | 16   | 15  | 11  | 10   | 14  | DNF | 10  | 10  | 12   | 16   | 18  | 9   | 15  | 14  | 15  | 13  | 18F  | 13  | 2    | 17  | DNF  | 15  | 65    |
| 7        | Haas-Ferrari          | 12  | 12  | 10   | 13  | 16  | 18   | 12  | DNF | 12  | 17  | 8    | 12   | 15  | 14  | 18  | 10  | 10  | 19† | 117  | 7   | 12   | 12  | 9    | 16F | 58    |
| 7        | Haas-Ferrari          | 16  | 10  | 9    | 11  | 10  | 117  | 11  | DNF | 11  | 11  | 6    | 6    | 13  | 18  | 11  | 17  | 11  | 9   | 8    | 9   | DSQ  | 8   | DNF7 | 8   | 58    |
| 8        | RB-RBPT               | 14  | 15  | 8    | 10  | DNF | 78   | 10  | 8   | 14  | 19  | 14   | 10   | 9   | 16  | 17  | DNF | DNF | 12  | 14   | DNF | 7    | 9   | 13   | 12  | 46    |
| 8        | RB-RBPT               | 13  | 16  | 12   | DNF | DNF | 154  | 13  | 12  | 8   | 15  | 9    | 13   | 12  | 10  | 12  | 13  | 13  | 18F | 9    | 16  | 9    | 16  | 14   | 17† | 46    |
| 9        | Williams-Mercedes     | 15  | 11  | 11   | DNF | 12  | 19   | DNF | 9   | DNF | 18  | 15   | 9    | 14  | 12  | 14  | 9   | 7   | DNF | 16   | DNF | DNS  | DNF | 15   | 11  | 17    |
| 9        | Williams-Mercedes     | 20  | 14  | WD   | 17  | 17  | DNF  | 17  | 15  | DNF | 20  | 19   | 11   | 17  | 17  | 16  | 12  | 8   | 11  | 10   | 12  | DNF  | 14  | DNF  | DNF | 17    |
| 10       | Kick Sauber-Ferrari   | 19  | 17  | 14   | 14  | DNF | 16   | 18  | 13  | 13  | 16  | 16   | 15   | 16  | 15  | 19  | 16  | 16  | 16  | 17   | 14  | 13   | 18  | 11   | DNF | 4     |
| 10       | Kick Sauber-Ferrari   | 11  | 18  | 15   | DNF | 14  | 14   | 15  | 16  | 15  | 13  | 17   | 18   | 19  | DNF | 20  | 18  | 14  | 15  | 19   | 15  | 15   | 13  | 8    | 13  | 4     |
| Position | Stall                 | BAH | SAU | AUS  | JAP | CHN | MIA  | EMI | MON | KAN | SPA | ÖST  | STO  | UNG | BEL | NED | ITA | AZE | SIN | USA  | MEX | BRA  | LAS | QAT  | ABU | Poäng |

| Färg    | Resultat                   |
| ------- | -------------------------- |
| Guld    | Vinnare                    |
| Silver  | Andraplats                 |
| Brons   | Tredjeplats                |
| Grön    | Top 5                      |
| Ljusblå | Top 10                     |
| Mörkblå | Annan flaggad position     |
| Rosa    | Bröt loppet (DNF)          |
| Svart   | Diskvalificerad (DSQ)      |
| Vit     | Startade inte loppet (DNS) |
| Vit     | Loppet inställt (C)        |
| Blank   | Deltog ej på träning (DNP) |
| Blank   | Exkluderad (EX)            |
| Blank   | Ankom ej (DNA)             |
| Blank   | Drog tillbaka anmälan (WD) |
| Blank   | Tävlade inte (tom)         |

| Notering          |                                    |
| P                 | Pole position i kvalet             |
| F                 | Snabbaste varv i loppet            |
| Siffra i exponent | Poänggivande position i sprintkval |
| R                 | Rookie i Formel 1                  |